# Еско (Міннесота)
Еско (англ. Esko) — переписна місцевість (CDP) в США, в окрузі Карлтон штату Міннесота. Населення — 2082 особи (2020).

## Географія
Еско розташоване за координатами 46°42′36″ пн. ш. 92°22′20″ зх. д. / 46.71000° пн. ш. 92.37222° зх. д. (46.710036, -92.372095).  За даними Бюро перепису населення США в 2010 році переписна місцевість мала площу 12,59 км², уся площа — суходіл.

## Демографія
Згідно з переписом 2010 року, у переписній місцевості мешкало 1869 осіб у 683 домогосподарствах у складі 554 родин. Густота населення становила 148 осіб/км².  Було 716 помешкань (57/км²).
Расовий склад населення:
| - 97,1 % — білих - 0,7 % — азіатів - 0,5 % — корінних американців - 0,1 % — чорних або афроамериканців |

До двох чи більше рас належало 1,5 %. Частка іспаномовних становила 0,7 % від усіх жителів.
За віковим діапазоном населення розподілялося таким чином: 27,1 % — особи молодші 18 років, 61,9 % — особи у віці 18—64 років, 11,0 % — особи у віці 65 років та старші. Медіана віку мешканця становила 40,2 року. На 100 осіб жіночої статі у переписній місцевості припадало 107,7 чоловіків;  на 100 жінок у віці від 18 років та старших — 106,4 чоловіків також старших 18 років.
Середній дохід на одне домашнє господарство  становив 80 542 долари США (медіана — 76 250), а середній дохід на одну сім'ю — 89 441 долар (медіана — 79 323). Медіана доходів становила 64 375 доларів для чоловіків та 47 083 долари для жінок. За межею бідності перебувало 1,5 % осіб, у тому числі 0,0 % дітей у віці до 18 років та 0,0 % осіб у віці 65 років та старших.
Цивільне працевлаштоване населення становило 899 осіб. Основні галузі зайнятості: освіта, охорона здоров'я та соціальна допомога — 21,6 %, роздрібна торгівля — 16,2 %, транспорт — 10,9 %, фінанси, страхування та нерухомість — 10,6 %.